# Google聯絡人
Google聯絡人（英語：Google Contacts）是Google旗下的一款在其免费邮件系统Gmail中的通讯录管理工具，是一个独立的服务，而且是Google网络应用的一部分。

## 特性
- 通过姓氏和名字进行联系人分组。
- 通讯录可以提供大量的联系人类别信息。
- 更广泛的搜索功能。
- 自动保存修改的联系人信息。
- 能够快速恢复在过去30天之内删除的数据。
- 联系人的查找与合并变得很容易。
- 更简洁的快捷键操作。
- 与其他Google应用完美贴合。

## 互操作
谷歌联系人可以把搭载操作系统的智能手机信息同步（如Android、Symbian、IOS、黑莓、Palm、Pocket PC，以及Windows Phone）或者通过PC上的第三方应用程序（如Microsoft Outlook或者Mozilla Thunderbird）来和谷歌应用同步。此外，任何系统都可以通过微软主动同步应用与谷歌通讯录同步。还有对移动设备微软®ActiveSync®交换协议和/或SyncML标准的支持。内置亦支持在Android系统上与谷歌通讯录同步。谷歌联系人可以通过CardDAV同步。

## 批评
有人批评说，当往Android设备上传较大的图片时，Google联络人系统却仅支持96x96px的低分辨率图片。
这个问题在2012年10月10日的"Jelly Bean"版本上被确认，图片尺寸的最大值为更高分辨率的720x720px。截至2013年2月15日,但据报道，在两年后，Google应用的用户们仍然没有收到升级的通知。